# Аль-Джаррах ибн Абдуллах
Абу ‘Укба аль-Джаррах ибн ‘Абдуллах аль-Хакими (араб. أبو عقبة الجراح بن عبد الله الحكمي‎) — арабский государственный и военный деятель. Происходил из племени хаками. В начале VIII века он был в разное время губернатором Басры, Систана и Хорасана, Армении и Азербайджана. Он уже при жизни был наиболее известен своими кампаниями против хазар на Кавказском фронте, кульминацией которых стала его битва при Мардж-Ардебиле в 730 году.

## Ранняя карьера
Согласно Балазури, аль-Джаррах родился в Иордании и, вероятно, последовал за Суфьяном ибн аль-Абрадом аль-Кальби и Абд ар-Рахманом ибн Хабибом аль-Хаками в Ирак в 696 году. В 701 году он сражался против восстания Ибн аль-Ашат.
В 706 году или несколько лет спустя он был назначен губернатором Басры при губернаторе Ирака аль-Хаджадже ибн Юсуфе и оставался на этом посту до замены аль-Хаджаджа Язидом ибн аль-Мухаллабом в 715 году. Язид, в свою очередь, назначил аль-Джарраха своим заместителем в Ираке, прежде чем он сам отправился в Хорасан, а в 717 году халиф Умар II (ок. 717—720) назначил аль-Джарраха преемником Язида в губернаторстве Хорасана и Систана. Аль-Джаррах оставался в Хорасане до марта/апреля 719 года. Он был уволен после 17 месяцев пребывания в должности из-за жалоб на жестокое обращение с обращенными в Ислам местными жителями, которые, несмотря на их обращение, были все ещё обязаны платить джизью. Он был заменен его заместителем, Абд ар-Рахманом ибн Нуаймом аль-Гамиди. Самым заметным событием его пребывания в должности было начало скрытой миссионерской деятельности (да’ва) агентов Аббасидов в Хорасане. После своего возвращения в Ирак, в 720 году, он, вероятно, сражался вместе с Масламой ибн Абд аль-Маликом в подавлении мятежа Язида ибн аль-Мухаллаба.

Карта Кавказского региона ок. 740 г.

## На Кавказе
В 721/722 году на Кавказском фронте началась основная фаза Второй арабо-хазарской войны. Зимой того же года 30 000 хазар начали вторжение в Армению и нанесли сокрушительное поражение армии местного губернатора Малака ибн Саффара аль-Бахрани в Мардж аль-Хиджара в феврале/марте 722 года. В ответ халиф Язид II (прав. ок. 720—724) послал аль-Джарраха с 25 тысячным сирийским войском в Армению, назначив его командующим армии Омейядов против хазар. Аль-Джаррах быстро добился успеха в изгнании хазар через Кавказ и пробился на север вдоль западного побережья Каспийского моря, вернув Дербент и продвигаясь к хазарской столице Баланджар. Хазары попытались защитить город, окружив цитадель несколькими павозками, но арабы разрушили его и штурмом взяли город 21 августа 722 года (или 723 года). Большинство жителей Баланджара были убиты или порабощены, но некоторым удалось бежать на север. Арабы также захватили город Вабандар и даже приблизились к Семендеру (близ современного Кизляра).
Несмотря на эти успехи, арабы не смогли добиться решающего результата. Основная хазарская армия оставалась нетронутой и постоянно угрожала, поскольку, как и все силы кочевников, она не зависела от городов. Учитывая, что его тыл все ещё оставался небезопасным, аль-Джаррах был вынужден отказаться от любых попыток захватить также Семендер и отступить к Вартану к югу от Кавказа. Оттуда он попросил подкрепления у Язида, но хотя халиф пообещал послать больше войск, он не смог этого сделать. В отношении деятельности аль-Джарраха в 723 году источников мало, но он, похоже, возглавил ещё одну кампанию на север (которая действительно может быть истинной датой кампании Баланджара). В ответ хазары совершили налет на юг Кавказа, но в феврале 724 года аль-Джаррах нанес им сокрушительное поражение в битве между реками Сайрус и Аракс, которая длилась несколько дней. Затем аль-Джаррах захватил Тифлис, жители которого были обязаны заплатить харадж, но получили взамен права. Эта кампания привела Кавказскую Иберию и земли алан под мусульманский сюзеренитет, а аль-Джаррах стал первым мусульманским полководцем, который прошел через Дарьяльский перевал. Эта экспедиция обезопасила фланг мусульман от возможного хазарского нападения через Дарьял, и наоборот, она дала мусульманской армии второй путь вторжения на Хазарию.
В 725 году новый халиф Хишам ибн Абд аль-Малик (ок. 724—743) заменил аль-Джарраха своим собственным братом Масламой ибн Абд аль-Маликом.

## Возвращение на Кавказ и смерть
В 729 году после выступления против хазар Маслама был снова заменен на посту губернатора Армении и Азербайджана аль- Джаррахом. Несмотря на все усилия, кампания Масламы не принесла желаемых результатов: ко времени его увольнения арабы потеряли контроль над северо-восточным Закавказьем и были снова втянуты в оборону, а аль-Джарраху снова пришлось защищать Азербайджан от вторжения хазар.
В 730 году аль-Джаррах начал наступление через Тифлис и Дарьяльский перевал. Арабские источники сообщают, что он добрался до хазарской столицы аль-Байда на Волге, но современные историки, такие как Халид Яхья Бланчин, считают это маловероятным. Вскоре после этого он был вынужден вернуться в Бардаа, чтобы защитить Аран от вторжения хазарского генерала Сармаха. Неясно, продвигались ли хазары через перевал Дарьяла или через Каспийские ворота, но им удалось перехитрить аль-Джарраха, миновав арабские силы и осадив Ардебиль, столицу Азербайджана, где были собраны 30 000 мусульманских солдат и их семьи. Весть об этом событии вынудила аль-Джарраха поспешно уйти из Бардаа и быстро двинуться на юг, чтобы спасти Ардебиль. За городскими стенами после трехдневного сражения 7-9 декабря 730 года армия аль-Джарраха, насчитывающая 25 000 человек, была почти уничтожена хазарами под командованием Барджика, а сам аль-Джаррах пал в бою. Хазарский предводитель повесил его голову в качестве трофея над своим шатром. Командование провинцией перешло к брату аль-Джарраха аль-Хаджжаджу, который был не в состоянии предотвратить разграбление Ардебиля или остановить хазарские набеги, которые простирались на юг до Мосула. Опытный генерал Саид ибн Амр аль-Хараши был назначен командующим и вскоре сумел отбить вторжение, в то время как под руководством Марвана ибн Мухаммеда (будущий халиф Марван II) война была завершена номинальной победой арабов в 737 году.
Смерть аль-Джарраха вызвала массовый траур в мусульманском мире, особенно среди солдат, так как он достиг легендарного статуса уже при жизни: будучи «генералом-парадигматиком» (Патриция Кроне), он имел внушительный физический вид — согласно традиции, он был настолько высок, что когда он вошел в Великую мечеть Дамаска, его голова, казалось, была подвешена к светильникам, а его военное мастерство отмечено прозвищами «герой ислама» (Батал аль-Ислам) и «кавалер сирийцев». (Фарис Ахль аш-Шам).